# Hanna Barvinok

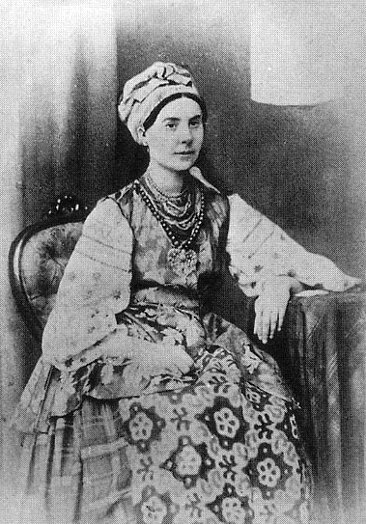
Hanna Barvinok en 1847.

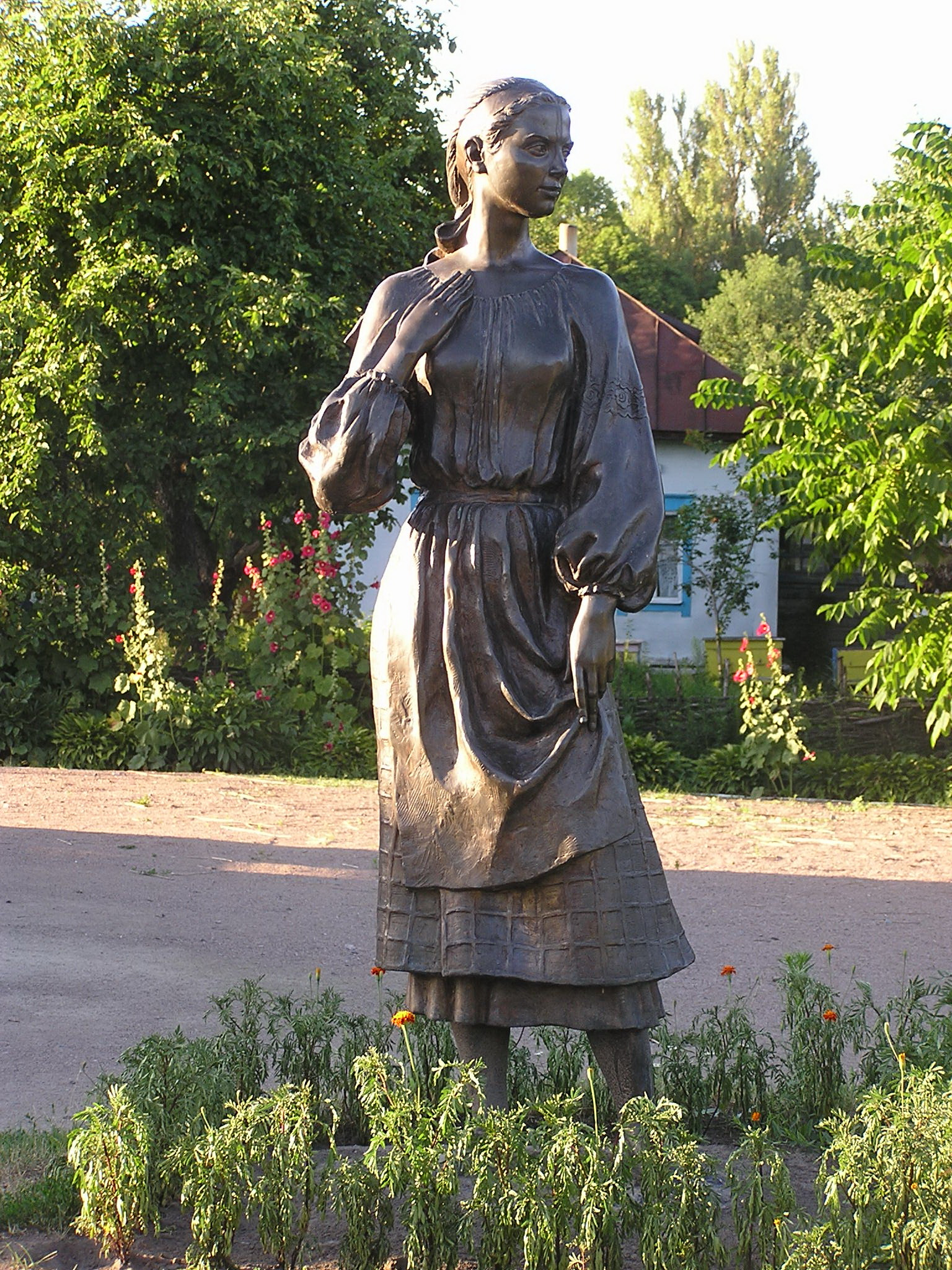
Statue de Hanna Barvinok.

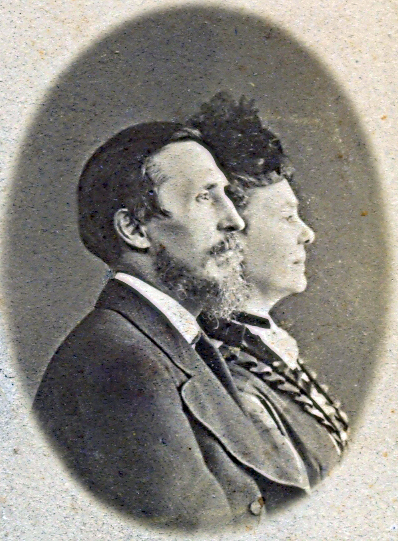
Hanna Barvinok et son mari Panteleïmon Koulich.

Oleksandra Mikhailovna Bilozerska-Koulich (en ukrainien : Олекса́ндра Михай́лівна Білозе́рська-Кулі́ш), née le 5 mai 1828 dans le gouvernement de Tchernigov situé dans l'Empire russe et morte le 6 juillet 1911 à Vilnohirsk dans l'oblast de Dnipropetrovsk en Ukraine, était une écrivaine folklorique ukrainienne, plus connue sous son nom de plume de Hanna Barvinok. Elle a été la première femme écrivaine de la littérature ukrainienne moderne et est devenue une pionnière du réalisme ethnographique dans l'écriture ukrainienne. En plus de son pseudonyme plus connu de Hanna Barvinok, elle a également écrit sous le nom de A. Nečuj-Viter. Elle était mariée à l'écrivain Panteleïmon Koulich et était la sœur de Vasyl Bilozersky et Mykola Bilozersky.

## Biographie
Hanna Barvinok est née le 5 mai 1828 sous le nom d'Alexandra Mikhailovna Bilozerska dans le village de Motronivka dans le gouvernement de Tchernigov, une subdivision administrative de l'Ukraine de la rive gauche du Dniepr dans l'Empire russe (faisant maintenant partie de l'actuelle Borzna dans le oblast de Tchernihiv en Ukraine). Alors qu'elle était jeune, le village subissait de fréquents incendies, qui ont finalement causé l'incendie de leur maison familiale. Après cet incendie, elle et sa famille ont déménagé dans un hameau voisin de Motronivka.
La famille de Barvinok possédait un terrain à Motronivka. Son père était Mikhaïl Bilozerski, un maréchal de la noblesse pour la région locale. Il avait la réputation d'être un libre penseur et s'intéressait à la littérature ukrainienne moderne. La mère de Barvinok était Paraska Hryhorivna Kostenetska, la fille d'un soldat cosaque. Sa mère s'intéressait aux coutumes et aux chants traditionnels ukrainiens. 
Hanna Barvinok avait des frères nommés Vasyl et Mykola, et des sœurs nommées Liouba et Nadia, qui sont tous devenu des personnalités de premier plan en Ukraine. Son frère Vasyl est devenu une personnalité publique et littéraire ukrainienne. Son autre frère, Mykola, est devenu folkloriste et ethnographe ; sa sœur Liouba était la muse et l'amante du poète Victor Zabila et sa sœur Nadia est devenue plus tard la mère de l'écrivaine Nadia Kibalchich.
Alexandra et ses sœurs ont étudié dans des internats privés, qu'elle a fréquentés de 1834 à 1842.
À l'âge de 15 ans, Hanna Barvinok a rencontré l'écrivain Panteleïmon Koulich à Motronivka, lorsqu'il y a été invité par son frère Vasyl. Quatre ans plus tard, le 24 janvier 1847, Panteleïmon et Barvinok se sont mariés. Le couple nouvellement marié s'est rendu à Varsovie. Environ quatre mois après leur mariage, la Fraternité Saints-Cyrille-et-Méthode a été dissoute et son mari a été arrêté et envoyé à Saint-Pétersbourg.  Il a été jugé pour son écriture du Conte du peuple ukrainien. Après l'arrestation de son mari, Hanna Barvinok a fait une fausse couche et est devenue incapable d'avoir à nouveau des enfants. Elle a déménagé alors à Toula, en suivant son mari exilé. 
À partir de 1854, après la fin de leur exil, Barvinok et son mari vivront à Saint-Pétersbourg. 
En 1883, le couple Koulich se sont réinstallés à Motronivka. 
Lorsque le manuscrit de la traduction ukrainienne de la Bible, sur lequel Koulich travaillait depuis 25 ans, a brûlé, elle l'a persuadé de recommencer à travailler. 
Après la mort de son mari, Hanna Barvinok a organisé et commémoré les créations littéraires de son défunt mari.  Elle a publié ses écrits et a compilé une série en plusieurs volumes de toutes les œuvres de sa vie, bien que seulement cinq des 22 volumes prévus aient jamais été publiés. Elle a créé aussi le Musée Panteleïmon Koulich pour sauvegarder sa mémoire. 
Hanna Barvinok est décédée le 6 juillet 1911 à Motronivka à côté de Vilnohirsk. Elle a été enterrée à côté de son mari dans son ancienne ferme de la ville.

## Œuvres
Hanna Barvinok a écrit plus de 30 histoires au cours de sa vie, dont les personnages principaux étaient pour la plupart des femmes. Elle a commencé comme écrivaine en prose et a principalement écrit sur la vie folklorique, en particulier parmi les familles et les paysans, et a été particulièrement attirée par le "destin de la paysanne". 
Elle a été la fondatrice et la dirigeante du réalisme ethnographique dans la littérature ukrainienne et a fondé sa rédaction sur ses notes ethnographiques personnelles. Tout en enregistrant ses observations lors d'un voyage à Varsovie, elle a commencé à rassembler des éléments pour ses premières œuvres. 
Hanna Barvinok a commencé à écrire des histoires dans les années 1840, avec son premier ouvrage intitulé « Le Serf juif ». Ses écrits ont commencé à être publiés en 1858, sous un pseudonyme choisi par son mari : Hanna Barvinok. 
Dans ses œuvres littéraires, les attentions de Barvinok se sont également concentrées sur les problèmes des relations familiales et domestiques, y compris la tyrannie familiale ("La Maison du désastre", 1861), le triste sort d'être avec un homme ivre ("La Misère des femmes", 1887), et le drame du mariage forcé ("La Faute du père" 1902). L'écrivaine a également créé des figures de femmes volontaires ("Victoire", [13] 1887; "La Lutte des jeunes ", 1902). Son langage était coloré, figuratif et plein de proverbes populaires, utilisant les dialectes de Tchernihiv et de Poltava.
Ses écrits ont été publiés dans de multiples recueils et anthologies, y compris des publications à titre posthume. L'écrivain ukrainien Borys Hrintchenko a fait l'éloge de son travail, appelant Hanna Barvinok « le poète du destin des femmes ».

## Sources
1. ↑  Encyclopédie ukrainienne
2. ↑  Varsovie dans la vie et l'œuvre d'Anna Barvinok
3. ↑  Arrestation de son mari et déménagement vers Saint-Pétersbourg
4. ↑  L'œuvre populaire du couple Koulich
5. ↑  Encyclopédie ukrainienne en ligne